# Eripison
Eripison är ett släkte av insekter. Eripison ingår i familjen sporrstritar.
Kladogram enligt Catalogue of Life:
| Eripison | \| \| Eripison illex \| \| \| \| \| \| Eripison snelli \| \| \| \| |
|          | \| \| Eripison illex \| \| \| \| \| \| Eripison snelli \| \| \| \| |
|          | Eripison illex                                                     |
|          |                                                                    |
|          | Eripison snelli                                                    |
|          |                                                                    |